# Definicija dostignuća
U kompilaciji, definicija dostignuća za konkretnu instrukciju je ranija instrukcija čija promenljiva može biti dodeljena (da dostigne) trenutnoj instrukciji bez spoljašnjih uticaja. Na primer, u sledećem kodu:
```
d1 : y := 3
d2 : x := y
```

d1 je definicija dostignuća za d2. Ali, u narednom primeru:
```
d1 : y := 3
d2 : y := 4
d3 : x := y
```

d1 nije više definicija dostignuća za d3, jer d2 smanjuje njeno dostignuće: zato što vrednost definisina u d1 ne može da dostigne d3.

## Kao tehnika
Slično imenovane, definicije dostignuća su tehnike u data-flow analizi koje statistički izračunavaju koje definicije će dostići koji deo koda. Zbog jednostavnosti, se često koriste kao kanonski primer data-flow analize u knjigama. Data-flow operator spajanja je skup unija koji koristi forward-flow analizu. Definicija dostignuća se koristi za računanje use-def lanaca i def-use lanca.
Data-flow jednačine korišćene za neki osnovni blok {\displaystyle S} u definiciji dostignuća su:
- {\displaystyle {\rm {REACH}}_{\rm {in}}[S]=\bigcup _{p\in pred[S]}{\rm {REACH}}_{\rm {out}}[p]}
- {\displaystyle {\rm {REACH}}_{\rm {out}}[S]={\rm {GEN}}[S]\cup ({\rm {REACH}}_{\rm {in}}[S]-{\rm {KILL}}[S])}

Drugim rečima, skup definicija dostignuća koje stižu do {\displaystyle S} su sve definicije dostignuća {\displaystyle S}-ovih prethodnika, {\displaystyle pred[S]}. {\displaystyle pred[S]} se sastoji od osnovnih blokova koji stižu pre {\displaystyle S} u grafu kontrole toka. Definicija dostignuća koja dolaze od {\displaystyle S} su sve definicije dostignuća njegovih prethodnika minus one definicije dostignuća čije su promenljive ubijene od strane {\displaystyle S} plus bilo koja definicija generisana u {\displaystyle S}.
Za obične instrukcije, definišemo skupove {\displaystyle {\rm {GEN}}} i {\displaystyle {\rm {KILL}}} na sledeći način:
- {\displaystyle {\rm {GEN}}[d:y\leftarrow f(x_{1},\cdots ,x_{n})]=\{d\}} , skup lokalno dostupnih definicija u osnovnim blokovima
- {\displaystyle {\rm {KILL}}[d:y\leftarrow f(x_{1},\cdots ,x_{n})]={\rm {DEFS}}[y]-\{d\}}, skup definicija (nedostupne lokalno, ali dostupne u ostatku programa) ubijenih od strane drugih definicija u osnovnom bloku.

gde je {\displaystyle {\rm {DEFS}}[y]} skup svih definicija koje zadavaju vrednost promenljivoj {\displaystyle y}. Ovde je {\displaystyle d} jedinstvena oznaka zakačena za naredbu dodele; Dakle, domeni promenljivih u definiciji dostignuća su oznake instrukcija.

## Algoritam
Definicje dostignuća su obično izračunate korišćenjem sledećeg iterativnog algoritma:
Ulaz: graf kotrole toka CFG = (Čvorovi, Ivice, Ulaz, Izlaz)
```
// Inicijalizacija

za
 
sve
 
CFG
 
čvorove
 
n
 
u
 
N
,
 

  
OUT
[
n
]
 
=
 
prazan_skup
;
 
// može se optimizovati OUT[n] = GEN[n];

// stavi sve čvorove u skup Changed

// N su svi čvorovi grafa, 

Changed
 
=
 
N
;
 

//Iteracija

while
 
(
Changed
 
!=
 
prazan_skup
)

{

  
izaberu
 
čvor
 
n
 
u
 
skupu
 
Changed
;

  
// Izbriši ga iz skupa Changed

  
Changed
 
=
 
Changed
 
-
 
{
 
n
 
};
 

  
// postavi IN[n] da bude prazan

  
IN
[
n
]
 
=
 
prazan_skup
;
  

  
// izračunaj IN[n] od prethodnika OUT[p]

  
za
 
sve
 
čvorove
 
p
 
u
 
prethodnik
(
n
)
 

     
IN
[
n
]
 
=
 
IN
[
n
]
 
unija
 
OUT
[
p
];
 

  
oldout
 
=
 
OUT
[
n
];
 
// čuvamo stari OUT[n]

  

  
// postavljamo OUT[n] koristeći funkciju prenosa f_n

  
OUT
[
n
]
 
=
 
GEN
[
n
]
 
unija
 
(
IN
[
n
]
 
-
 
KILL
[
n
]);
   

  
// bilo koja promena OUT[n] poredi se sa prethodnom vrednošću

  
if
 
(
OUT
[
n
]
 
je
 
promenjena
)
 
// poredi staru vrednost i OUT[n]

  
{
  

    
// Ako jeste, stavi sve naslednike od n u skup Changed

    
za
 
sve
 
čvorove
 
s
 
u
 
naslednici
(
n
)
 

       
Changed
 
=
 
Changed
 
U
 
{
 
s
 
};
  

  
}

}

```

## Dodatna literatura
- Aho, Alfred V.; Sethi, Ravi & Ullman, Jeffrey D. (1986). Compilers: Principles, Techniques, and Tools. Addison Wesley.  978-0-201-10088-4.
- Appel, Andrew W. (1999). Modern Compiler Implementation in ML. Cambridge University Press.  978-0-521-58274-2.
- Cooper, Keith D. & Torczon, Linda. (2005). Engineering a Compiler. Morgan Kaufmann.  978-1-55860-698-2.
- Muchnick, Steven S. (1997). Advanced Compiler Design and Implementation. Morgan Kaufmann.  978-1-55860-320-2.
- Nielson F., H.R. Nielson; , C. Hankin (2005). Principles of Program Analysis. Springer.  978-3-540-65410-0.